# 久住高原温泉郷
久住高原温泉郷（くじゅうこうげんおんせんきょう）は、大分県竹田市（旧国豊後国）の久住地域（旧久住町）にある温泉である。竹田市の他の地域にある長湯温泉及び竹田・荻温泉とともに、竹田温泉群として国民保養温泉地に指定されている。

## 概要
大分県竹田市の久住地域にある以下の温泉の総称である。
- 赤川温泉
- 七里田温泉
- 白丹温泉
- 久住温泉
- 法華院温泉

泉質などは温泉によって異なるが、これらの温泉の概要は以下の通りである。
- 源泉数：19
- 泉質：炭酸水素塩泉・二酸化炭素泉・石膏硫黄泉・硫酸塩泉・塩化物泉・硫酸塩冷鉱泉
- 源泉温度：18.4 - 253.7℃
- 湧出量：41 - 2,120リットル/分
- 効能：アトピー、美肌、神経痛、冷え性、肩凝り等（温泉により異なる）
- 施設：日帰り温泉 5、旅館 9、飲泉 7[1]

※ 効能は万人に対してその効果を保証するものではない。

## 歴史
久住高原温泉郷でもっとも古い歴史を有するのは赤川温泉で、かって硫黄鉱山に湧いていた「くされ湯」が発祥とされる。鉱夫の疲労回復に利用され、中世にはその存在が知られていた。
七里田温泉も、鎌倉時代には既に存在しており、江戸時代の寛文3年（1663年）には岡藩第3代藩主中川久清によってお茶屋が設けられている。
その他の温泉地は近年になって開発されたものである。